# Saint-Père, Yonne
Saint-Père är en kommun i departementet Yonne i regionen Bourgogne-Franche-Comté i norra Frankrike. Kommunen ligger i kantonen Vézelay som tillhör arrondissementet Avallon. År 2022 hade Saint-Père 287 invånare.

## Befolkningsutveckling
Antalet invånare i kommunen Saint-Père
| Referens: INSEE |